# Bernard Lichtenberg
Bernard Lichtenberg (ur. 3 grudnia 1875 w Oławie, zm. 5 listopada 1943 w Hof) – niemiecki duchowny rzymskokatolicki, błogosławiony i męczennik Kościoła katolickiego, proboszcz katedry św. Jadwigi Śląskiej w Berlinie. Uwięziony przez nazistów za przekonania, ratowanie i pomoc berlińskim Żydom. Zmarł w drodze do niemieckiego obozu koncentracyjnego Dachau (KL).

## Życiorys
Urodził się w Oławie na Dolnym Śląsku w zamożnej rodzinie kupieckiej jako syn Augusta i Emilii z domu Hubrich. 12 marca 1895 ukończył Królewskie Gimnazjum w Oławie, zdając egzamin dojrzałości z wyróżnieniem. Po maturze studiował teologię najpierw w Innsbrucku, a następnie od 26 października 1895 r. do 3 października 1898 r. w Uniwersytecie Wrocławskim. 21 czerwca 1899 r. kardynał Georg Kopp udzielił mu święceń kapłańskich w katedrze wrocławskiej.
Jako neoprezbiter przez pierwszy rok posługiwał w parafii św. Jakuba w Nysie.
W 1931 biskup diecezji berlińskiej mianował go kanonikiem kapituły katedralnej w berlińskiej katedrze św. Jadwigi Śląskiej, a w 1938 proboszczem katedry i polecił mu niesienie pomocy Żydom.
Po nocy kryształowej publicznie modlił się za Żydów w czasie nieszporów. Protestował także przeciw wprowadzonej eutanazji. W październiku 1941 został aresztowany i 22 maja 1942 skazany na 2 lata więzienia. Uznany za osobę „niezdolną do poprawy” został wysłany do KL Dachau, ale w drodze zasłabł i zmarł w bawarskiej miejscowości Hof. Jego grób znajduje się w krypcie katedry św. Jadwigi Śląskiej w Berlinie.

## Pamięć
- imię Bernarda Lichtenberga nosi katolicka szkoła podstawowa w berlińskiej dzielnicy Spandau[2].
- jedna z ulic w berlińskiej dzielnicy Charlottenburg nosi imię Bernarda Lichtenberga.
- w 2004 został uhonorowany pośmiertnie tytułem Sprawiedliwy wśród Narodów Świata przez izraelski Instytut Jad Waszem za pomoc i ratowanie prześladowanych Żydów[3].
- Kościół św. Bernarda w berlińskiej dzielnicy Reinickendorf poświęcony jego pamięci został konsekrowany 27 marca 1960.
- Centrum formacji przy parafii pw. śś. ap. Piotra i Pawła w Oławie nosi nazwę "Centrum formacji im. bł. Bernarda Lichtenberga"

## Proces beatyfikacyjny
23 czerwca 1996 na stadionie olimpijskim w Berlinie papież Jan Paweł II dokonał beatyfikacji ks. Bernarda Lichtenberga wraz z ks. Karolem Leisnerem.